# Riom-ès-Montagnes
Riom-ès-Montagnes ist eine französische Gemeinde mit 2.403 Einwohnern (Stand 1. Januar 2022) im Département Cantal in der Region Auvergne-Rhône-Alpes. Sie gehört zum Arrondissement Mauriac.

## Geographische Lage
Die Gemeinde liegt im Nordwesten des Départements Cantal, im Tal der Véronne, inmitten des Regionalen Naturparks Volcans d’Auvergne (Parc naturel régional des Volcans d’Auvergne). Sie hat eine Fläche von 46,48 Quadratkilometern und liegt in einer Höhe von 575 bis 1102 Metern. Im Südwesten des Gemeindegebietes verläuft auch das Flüsschen Cheylat, das zur Sumène entwässert.

## Bevölkerungsentwicklung
| Jahr                       | 1962 | 1968 | 1975 | 1982 | 1990 | 1999 | 2006 | 2016 |
| Einwohner                  | 3399 | 3527 | 3624 | 3417 | 3225 | 2842 | 2727 | 2520 |
| Quellen: Cassini und INSEE |      |      |      |      |      |      |      |      |

## Sehenswürdigkeiten

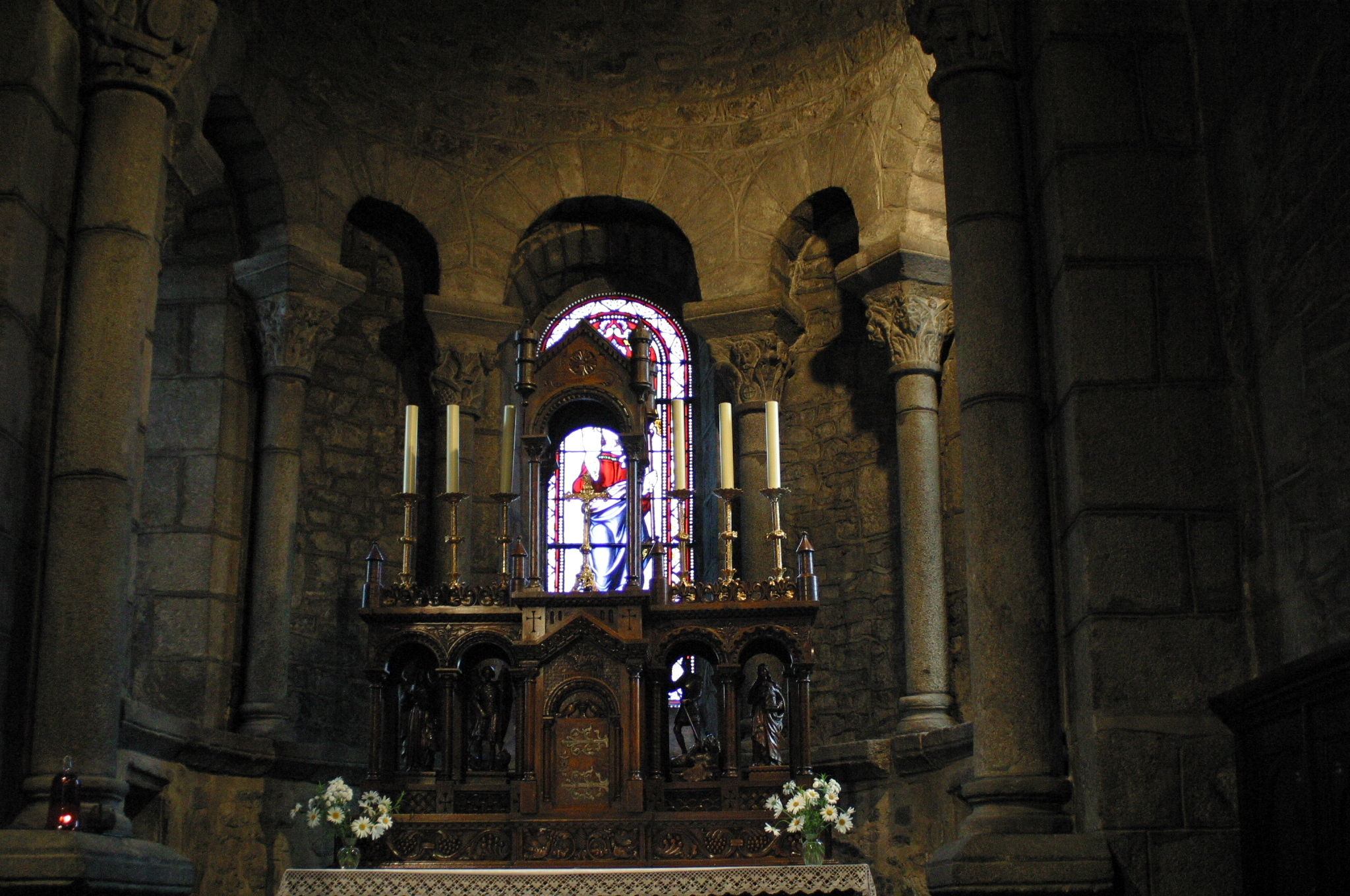
Romanischer Chor der Kirche Saint-Georges

- Die Kirche Saint-Georges ist im Ursprung romanisch (11. Jahrhundert), bauliche Veränderungen und Erweiterungen wurden im 12./13. und 16. Jahrhundert vorgenommen; sehenswert sind die Kapitelle im Chor und ein altes, figürlich geschmücktes Steinkreuz mit Korpus an der Kirche.[1]
- Kapelle in Saint-Angeau
- Statue Jungfrau Maria mit Kind auf der Place de la fontaine (spätes 15. Jahrhundert)
- Renaissance-Häuser
- Schloss von Saint-Angeau, 19. Jahrhundert, Turm aus dem 17. Jahrhundert
- Ruinen des Châteaux féodaux de Tournes et de Rignac
- Zwischen Riom-ès-Montagnes und Saint-Amandin steht der 317 Meter lange Eisenbahn-Viadukt von Barajol aus dem Jahr 1908.[2]
- Seen: Lac de Roussillou, Lac des Bondes, Lac de Majonenc
- Maison musée de la Gentiane (Likör); botanischer Garten von 1980
- Prähistorische Wohnstätten von Châteauneuf (archäologische Fundstelle)

## Sonstiges

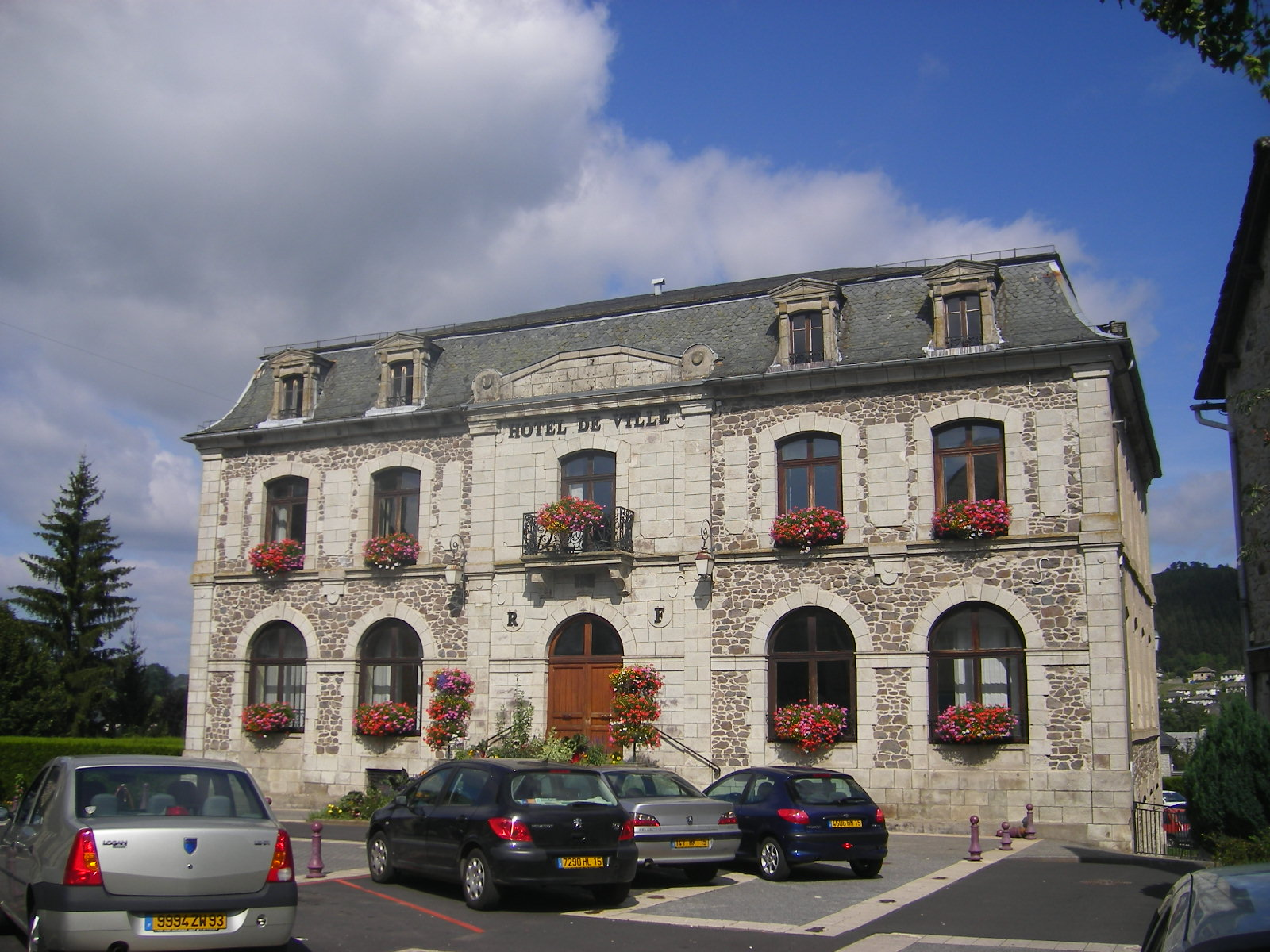
Hôtel de ville

Mit den Nachbargemeinden Fouras und Île-d’Aix an der französischen Atlantik-Westküste bei der Charente-Mündung wird eine Städtepartnerschaft gepflegt; mehrmals im Jahr findet ein Viehmarkt statt.

## Persönlichkeiten
- Haïm Brezis (1944–2024), Mathematiker